# Lesotho a 2012. évi nyári olimpiai játékokon
Lesotho a nagy-britanniai Londonban megrendezett 2012. évi nyári olimpiai játékok egyik részt vevő nemzete volt. Az országot az olimpián 2 sportágban 4 sportoló képviselte, akik érmet nem szereztek.

## Atlétika
Férfi
| Versenyző      | Versenyszám | Előfutam | Előfutam | Előfutam | Elődöntő | Elődöntő | Elődöntő | Döntő   | Döntő    |
| Versenyző      | Versenyszám | Idő      | Hely.    | Össz.    | Idő      | Hely.    | Össz.    | Idő     | Helyezés |
| -------------- | ----------- | -------- | -------- | -------- | -------- | -------- | -------- | ------- | -------- |
| Mosito Lehata  | 200 m       | 20,74    | 7.       | 33.      | kiesett  | kiesett  | kiesett  | kiesett | kiesett  |
| Tsepo Ramonene | Maraton     |          |          |          |          |          |          | 2:55:54 | 85.      |

Női
| Versenyző       | Versenyszám | Eredmény | Helyezés |
| --------------- | ----------- | -------- | -------- |
| Mamorallo Tjoka | Maraton     | 2:43:15  | 90.      |

## Úszás
Női
| Versenyző     | Versenyszám | Előfutam | Előfutam | Előfutam | Elődöntő | Elődöntő | Elődöntő | Döntő   | Döntő    |
| Versenyző     | Versenyszám | Idő      | Hely.    | Össz.    | Idő      | Hely.    | Össz.    | Idő     | Helyezés |
| ------------- | ----------- | -------- | -------- | -------- | -------- | -------- | -------- | ------- | -------- |
| Masempe Theko | 50 m gyors  | 42,35    | 3.       | 73.      | kiesett  | kiesett  | kiesett  | kiesett | kiesett  |